# Маркезато (Калабрия)
Маркезато (итал. Marchesato) — историческая область Калабрии в Италии.

## Обзор
Маркезато — субрегион Калабрии с нечётко определёнными границами, но примерно совпадающий с провинцией Кротоне. В то время как для историков он соответствует древнему маркизату Кротоне, географы в основном указывают его границы как среднее и нижнее течение рек Нето и Тачина. Однако некоторые исключают из Маркезато области выше 250 м и, следуя геологическому критерию, стремятся ограничить регион самыми современными территориями (плиоценовыми и четвертичными). Климат характеризуется небольшим количеством осадков.
Первоначально термин «Маркезато» использовался для обозначения части территории между реками Тачина и Нето, имеющей в качестве западной границы идеальную линию, соответствующую меридиану 16º50' в. д. (немного западнее Роккабернарды); Однако в настоящее время принято также включать в этот список территорию, простирающуюся до ручья Липуда или даже дальше до Круколи.